# Meduza (hudební skupina)
Meduza (stylizováno jako MEDUZA) je italské uskupení hudebních producentů elektronické taneční hudby (EDM). Jedná se o trio italských DJ: Luca De Gregorio, Mattia Vitale a Simone Giani. Projekt byl založen při vydání singlu Piece Of Your Heart (2019) ve spolupráci s hudebním duem Goodboys. V průběhu dvou let se trio stalo nejposlouchanějším italským umělcem.

Logo Meduza

## Ocenění
Mezi nejvýznamnější získané ocenění skupiny je nominace Grammy (ročník 62, 2019) v kategorii Best dance recording (nejlepší taneční nahrávka).
| Rok  | Ocenění | Kategorie                      | Výsledek  | Práce               | Cit.        |
| ---- | ------- | ------------------------------ | --------- | ------------------- | ----------- |
| 2019 | Grammy  | Nejlepší taneční nahrávka      | nominace  | Piece Of Your Heart | [ 3 ]       |
| 2020 | IDMA    | Nejlepší taneční skladba       | vítězství | Piece Of Your Heart | [ 4 ] [ 5 ] |
| 2020 | IDMA    | Průlomový umělec roku          | vítězství | —                   | [ 4 ] [ 5 ] |
| 2020 | IDMA    | Nejlepší house umělec (mužský) | nominace  | —                   | [ 4 ] [ 5 ] |

## Meduza v Česku
Mattia Vitale (přezdívaný Matt) – frontman vystoupil za Meduzu na festivalu Colours of Ostrava v roce 2022.
V roce 2024 Matt vystoupil na Beats for Love, odehraném taktéž v Dolní oblasti Vítkovice v Ostravě.